# La Mongie
La Mongie è una località del comune francese di Bagnères-de-Bigorre nei Midi-Pirenei.

## Geografia fisica
Si trova ai piedi del Pic du Midi de Bigorre, una delle montagne più alte dei Pirenei, e proprio per questo ha rinomati impianti sciistici.

## Tour de France
Il Tour de France spesso lo pone tra le proprie tappe e spesso risulta anche essere una delle tappe più dure.
Le tappe sono state le seguenti:
- 2008  Riccardo Riccò
- 2004  Ivan Basso
- 2002  Lance Armstrong
- 1974  Jean-Pierre Danguillaume
- 1970  Bernard Thévenet